# Chardon (Ohio)
Chardon er en amerikansk by og administrativt centrum i det amerikanske county Geauga County, i staten Ohio. I 2000 havde byen et indbyggertal på 5.156.

## Ekstern henvisning
- Chardons hjemmeside (engelsk)

41°34′45″N 81°12′16″V / 41.5792°N 81.2044°V